# Casal Signorile
O Casal Signorile é um casal italiano de professores de Matemática e Física do Liceu de Beccaria, Milão, que se especializou na Beata Alexandrina. Colaborou já com o Pe. Humberto Pasquale ao tempo do Processo Informativo Diocesano, que decorreu em Braga entre 1967 e 1973, traduzindo os cinco grossos volumes dos Sentimentos da Alma.
O professor Chiaffredo, nascido a 9 de Outubro de 1913, em Stroppo, província de Cuneo, faleceu entretanto, em 13 de Outubro de 1999. Mas a sua esposa, a Eugénia Signorile, nascida a 9 de Setembro de 1914, em Milão, continua a publicar livros sobre o tema.
Obras publicadas com autoria atribuída à Beata Alexandrina:
Figlia del dolore, madre di amore. Quasi una autobiografia, Mimep-Docete, Pessano (MI), 1993 (768 páginas)
Mio Signore, mio Dio! Come pregava Alexandrina, Mimep-Docete, Milão, 1992 (foi publicada tradução portuguesa com o título de Vida Interior da Beata Alexandrina, Apostolado da Oração, Braga, 2004, com autoria atribuída a Eugénia e Chiaffredo Signorile)
Maria, Madre mia. Come Alexandrina sente la Madonna, Mimep-Docete, Pessano (MI), 1987
Anima pura, cuore di fuoco, Mimep-Docete, Pessano (MI), 1990 (amplamente ilustrado)
Venite a me (richiami di Gesù), Mimep-Docete, Pessano (MI), 1991
Soferenza amata, Mimep-Docete, Pessano (MI), 1999
Ho sete di voi, Mimep-Docete, Pessano (MI), 2004
Solo per Amore!,  Mimep-Docete, Pessano (MI), 2006
Obras publicadas com autoria atribuída a C.E. Signorile:
Croce e sorriso, Associazione "Sotto il manto di Maria Regina della Pace", Gorgonzola (MI), 2002 (foi publicada tradução portuguesa com o título de Sorrindo à dor, Cavaleiro da Imaculada, Porto, 2001, com autoria atribuída a Alexandrina Maria da Costa)
Sulle ali del dolore, Gamba Edizioni, Gorgonzola (MI), 2004
Alexandrina, voglio imparare da te, Gamba Edizioni, Gorgonzola (MI), 2004
Zampilli Incandescenti,  Mimep-Docete, Pessano (MI), 2007
Obra publicada em colaboração com Giulio Giacometti e Piero Sessa:
La gloria dell'Uomo dei Dolori nel sorriso di Alexandrina, Edizioni Segno, Tavagnacco (UD), 2005